# Химера (біологія)

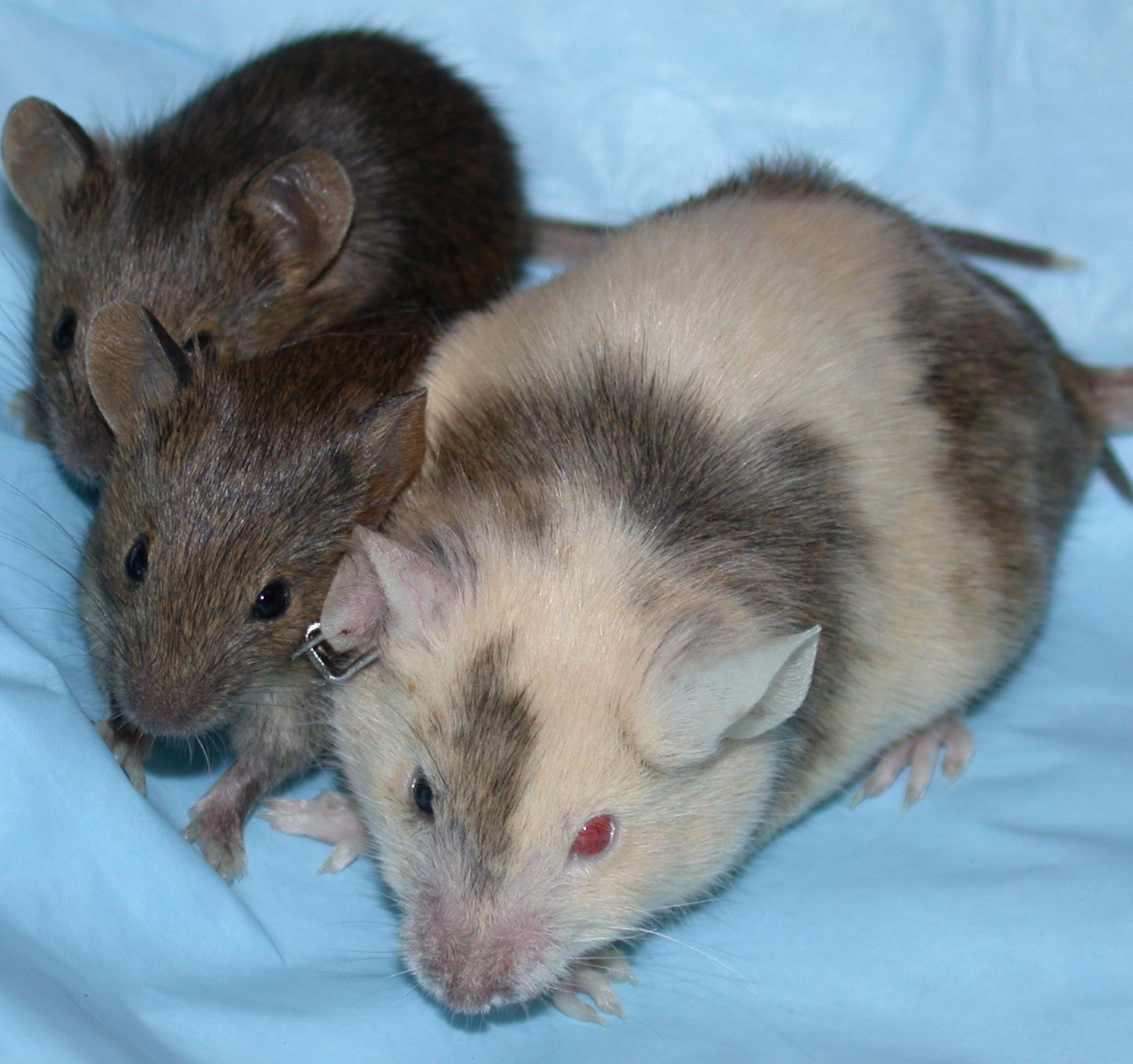
Миша-химера (праворуч)

Химе́ра (від грец. Χίμαιρα — «чудовисько», «Химера») — тваринний або рослинний організм, що сполучує в собі клітини, тканини, органи чи частини тіла різних організмів. В основі утворення химери лежить об'єднання клітин, що виникли з різних зигот. Часто химерично побудованими є не цілі організми, а лише їхні окремі органи. Термін «химера» впроваджений Г. Вінклером у 1908 році.
Химери здебільшого утворюються штучним шляхом — при трансплантаціях чи зрощуваннях, але іноді трапляються і в природних умовах, очевидно, як результат вегетативних мутацій.
Химеризм — наявність в організму ознак химери.

## Історія дослідження
Природні химери уперше описав М. С. Навашин, зокрема, ним були виявлені химери Crepis dioscoridis L. і Crepis tectorum L. Природні гаплохламідні периклінальні химери уперше описала Л. П. Бреславець — на прикладі окремих географічних рас коноплі.

## Види химер
- Міксохимери — організми, утворені від злиття різних рас плісеневих грибків. Оскільки тіло являє собою плазмодій, під час злиття відбувається змішення протоплазм. З цих химеричних утворень розвиваються новий міцелій і спорангії, які носять ознаки обох з'єднаних рас.
- Хромосомні химери — організми, які розвинулися з клітин з тетраплоїдним набором хромосом — утворених під час ділення окремих соматичних клітин завдяки нерозходженню хромосом. Аналогічні утворення трапляються і під час зрощувань: Ганс Вінклер, зрощуючи томат (24 хромосоми) і чорний паслін (72 хромосоми) отримав химеру з 48 хромосомами[3].
- Мікрохимери — організми з незначною часткою «чужих» клітин в організмі.

## Рослини

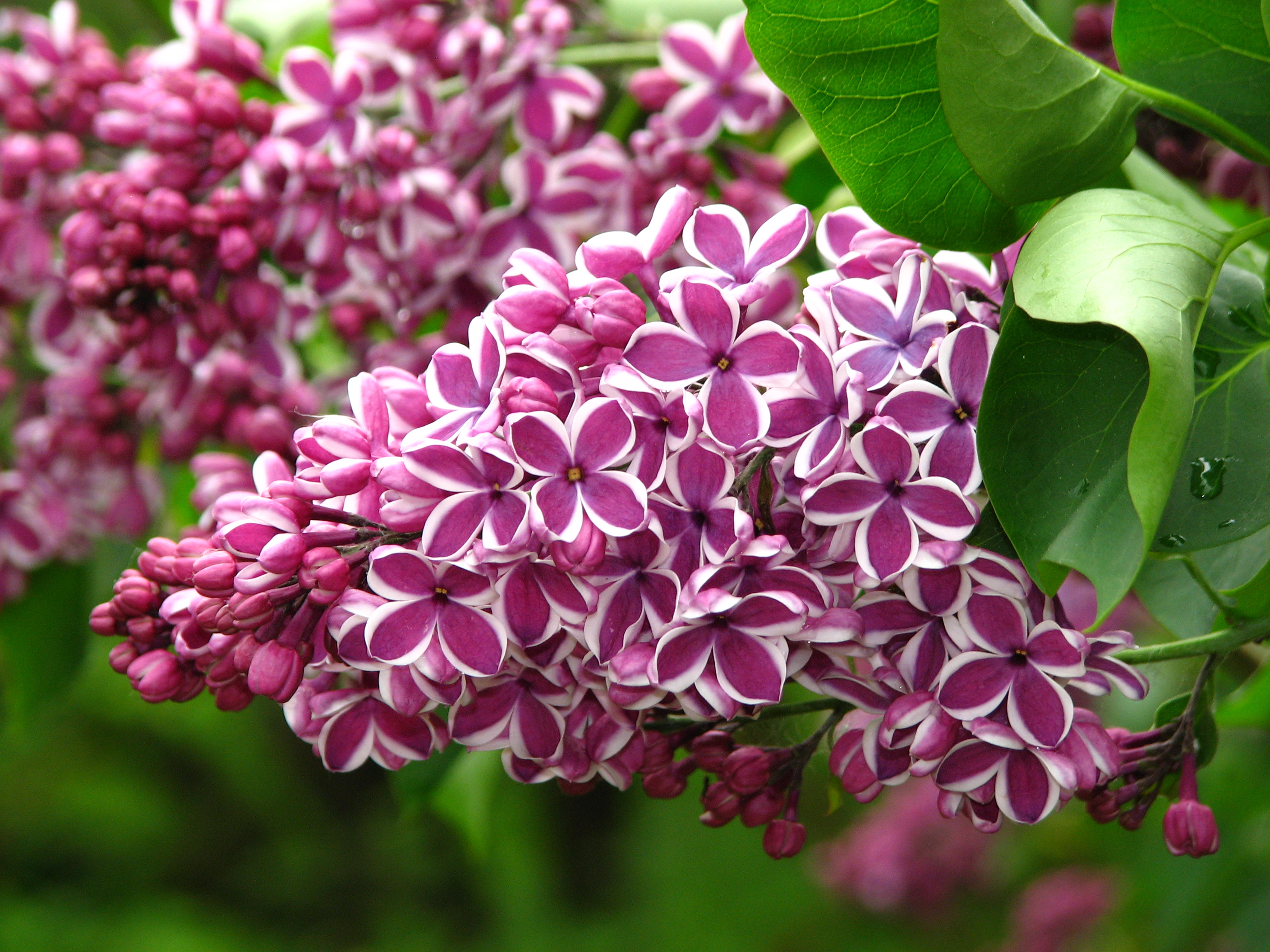
Syringa vulgaris «Sensation» — периклінальна химера

Схема взаємного розташування тканин у прищеплювальних химерах різних типів. A, B — «батьківські» рослини. C—E: взаємне розташування тканин у C — периклінальній, D — секторіальній, E — мериклінальній химерах.

Найбільш часто химери трапляються серед рослин, причому як в природних умовах (під час мутації соматичних клітин), так і в експериментальних умовах (внаслідок оброблення мутагенами, поліплоїдогенами, колхіцином, інших впливів). Рослини, отримані щепленням, теж являють собою химери.
Найчастіше химеризм трапляється в рослин, що розмножаються вегетативним способом — оскільки лише в цьому разі ознаки химерності зберігаються досить довго. При статевому розмноженні можливо спадкування химерності, яка виникає через настабільність алелей. У цьому випадку спадкування ознак не підкоряється менделевським законам і вважається нестабільною мутациєю. У природі вони рідкісні: утворюються, як правило, лише в результаті випадкової гібридизації або механічних пошкоджень.

### Види ботанічних химер
Розрізнюють такі види химер рослин: мозаїчні, секторіальні, периклінальні, мериклінальні. У периклінальних химерах виділюють два підвиди: диплохламідні (наприклад, пеларгонія з білооблямованим листям) і гаплохламідні (наприклад, хлорофітум з білооблямованим листям).
| Вид химери             | Вид химери             | Особливості                                                          |
| ---------------------- | ---------------------- | -------------------------------------------------------------------- |
| Мозаїчні (гіперхимери) | Мозаїчні (гіперхимери) | Генетично різні тканини утворюють тонку мозаїку                      |
| Секторіальні           | Секторіальні           | Різнорідні тканини розташовані великими ділянками                    |
| Периклінальні          | Диплохламідні          | Тканини лежать шарами одні над одними                                |
| Периклінальні          | Гаплохламідні          | Тканини лежать шарами одні над одними                                |
| Мериклінальні          | Мериклінальні          | Тканини складаються із суміші секторіальних і периклінальних ділянок |

Найчастіше трапляються в природі периклінальні химери, бо вони стабільніші. Нерідко їх спостерігають серед сортів декоративних рослин, котрі розмножують вегетативним способом. Так, Juniperus davurica «Expansa Variegata» (химера ялівця Juniperus davurica) являє собою периклінальну химеру, зовнішні тканини якої генотипічно альбіносні, а внутрішні складаються з хлорофілоносних клітин.
Взаємодії між складовими химер і перехід різних речовин з одної складової до другої можуть спричиняти різноманітні аномалії розвитку, в тому числі іноді призводять до безплідності химери.
У садівницькій практиці химери, що виникли випадково внаслідок щеплення (так звана строкатолистість), репродукують вегетативним розмноженням наново з покоління в покоління (наприклад, химери між пурпуровим рокитником і золотим дощем — т. зв. рокитник Адама, химери між померанцем і лимоном). Досліджують також різноманітні химери між мушмулою і глодом.

### Господарське значення
Химери, які виявляють якісь переваги перед звичайними рослинами (врожайність, стійкість, незвичайний вигляд) мають значення для рослинництва. Особливо це стосується периклінальних химер — з огляду на сталість їхніх ознак.

### Розхимерювання
Рослини можуть втрачати ознаки химер, перетворюючись на звичайні екземпляри. Втрата химерності можлива як у штучних химер (отриманих внаслідок оброблення колхіцином), так і в природних химер. Цей феномен називається розхимерюванням. Випадки розхимерювання спостерігають у периклінальних химер, що зберігали свої властивості протягом понад 100 років (так, описано розхимерювання у трихимер Pelargonium zonaie, сорту апельсина Shamouti). У деяких форм винограду це явище може відбуватися на окремих пагонах, при цьому їхня нижня частина складається з поліплоїдних тканин.
На частоту розхимерювання впливає і спосіб розмноження рослин. Живцювання частіше спричиняє розхимерювання, ніж вегетативне розмноження іншими частинами рослини.

## Тварини
Химери тварин — організми, що розвиваються не з одної, а з двох і більше зигот. Зоологічні химери можуть також з'являтися внаслідок трансплантації.
Прикладом химеризму тварин є фримартинізм — вид аномального гермафродитизму, при якому в самиць розвиваються і яєчники і сіменники. Він супроводжується стерильністю, трапляється у корів та деяких інших тварин — у телят жіночої статі з пар різностатевих (а отже, різнояйцевих) близнюків. Відбувається внаслідок формування анастомозів кровоносних судин між різностатевими зародками, через що між ними стається обмін статевими гормонами і попередниками статевих клітин. Схоже явище спостережено в мармозеток, проте, у них воно не призводить до стерильності.
У тваринному світі химеризм може мати різну природу:
- Ембріональну або онтогенестичну — коли організм формується не з двох, як належить, а з чотирьох гамет. Це стається внаслідок злиття в одну двох запліднених яйцеклітин на ранніх стадіях внутрішньоутробного розвитку.
- Наслідок трансплантації — виникає після пересаджування органа або тканини (наприклад, кісткового мозку, переливання крові).

У 1980-х роках отримали першу штучну міжвидову химеру — химера вівці й кози.

## Людина
Химеризм іноді трапляється і в людей. Він може виникати на різних стадіях онтогенезу: на момент запліднення, ембріонального розвитку чи в дорослому віці.

### На стадії запліднення
На цій стадії спостерігають тетрагаметний химеризм (від дав.-гр. τετρα — «четверо-») — утворення химери з двох різних зигот (чотирьох гамет). Зиготи зливаються незабаром після запліднення і утворюють один зародок. Такі химери можна ідентифікувати за наявністю двох популяцій червонокрівців, гермафродитизмом, іноді — за мозаїчним забарвленням шкіри й очей.
Найвідомішою представницею людей-химер є американка Лідія Фейрчайлд.

### Фетальний і материнський мікрохимеризми
Мікрохимеризм виникає внаслідок проникнення кліток матері і плода через плаценту й характеризується як незначна частка «чужих» клітин в організмі.
Розрізнюють два види мікрохимеризму:
- Фетальний мікрохимеризм (від лат. fetus — «плід») — характеризується наявністю клітин плода в організмі матері.
- Материнський мікрохимеризм — наявність клітин матері в організмі плода (після народження — дитини).

Припускають, що мікрохимеризм може спричиняти низку автоімунних захворювань — ювенільного дерматиту, неонатального вовчаку (у випадку фетального мікрохимеризму), прееклампсії, системного червоного вовчаку, деяких форм раку (у випадку материнського мікрохимеризму), а також деяких інших патологічних станів. Причиною тому є відмінності в імунних властивостях набутих і власних клітин організму-мікрохимери.
У разі, якщо в крові мікрохимери міститься клітини особи протилежної статі, химеризм легко діагностувати шляхом виявлення клітин з жіночим і чоловічим каріотипами. В інших випадках діагностування проводять, типуючи клітини хворого за HLA.

### У близнюків
Як у деяких інших ссавців, в ембріонів-близнюків людини можливий обмін клітинами. Міграція клітин відбувається через спільну плаценту (плацентарні анастомози).
У гомозиготних близнюків

Оскільки гомозиготні (однояйцеві) близнюки розвиваються з одної зиготи (генетично ідентичні), можливість химеризму в них теоретично виключається. Проте, окремі спостереження показують, що обмін клітинами між гомозиготними блюзнюками таки можливий. Описано випадок монохоріональної діамніотичної вагітності, під час якої в одного з близнюків на ранній стадії розвитку виникла трисомія за 21 хромосомою. По народженні один з близнюків мав фенотипічні ознаки хворого на синдром Дауна, другий мав нормальний фенотип. Аналіз мікросателітної ДНК показав, що близнюки були дійсно гомозиготними. При цьому серед клітин епітелію ротової порожнини кожного близнюка виявили лише його власні клітини (дисомічні або трисомічні за 21 хромосомою), у той час як кров містила клітини обох близнюків. Цей феномен має назву химеризму клітин крові й виникає у разі вагітності з монохоріональною плацентою — близнюки в ній обмінюються кров'ю у 70 % випадків на різних стадіях внутрішньоутробного розвитку.
У гетерозиготних близнюків

У гетерозиготних (різнояйцевих) близнюків явище химеризму може бути як на самій стадії запліднення (коли дві зиготи, з кожної з яких міг розвинутися організм, зливаються в одну), так і під час ембріонального розвитку — внаслідок обміну клітинами. З теоретичної точки зору це малоймовірне, бо гетерозиготні близнюки мають окремі плаценти. Проте, описано кілька випадків, коли такі близнюки живилися від спільної плаценти. У цьому разі відбувається обмін кров'ю між гентично різними організмами, що спричиняє химеризм клітин крові, й можливо, інших тканин. Припускають, що частота цього явища недооцінюється і збільшується через вживання допоміжних репродуктивних технологій.

### Химеризація і законодавство
Законодавство США і Євросоюзу виключає можливість проведення будь-яких експериментів з використанням людських клітин. Разом з тим, використання генетичного матеріалу людиноподібних мавп (зокрема, шимпанзе) ніяк не регулюється законодавчо. Позаяк генетична близькість цих мавп з людьми розмиває грань між твариною і людиною, не є чимось фантастичним поява в перспективі людей-химер, тобто хромосомних химер-гібридів між людиною і твариною. Наступним етапом юридичних суперечок може бути питання прав цих химер, окрім того, дехто вже висловлює занепокоєння, чи не зачепить людської гідності створення химер.
У травні 2008 року у Палаті громад Великої Британії тривали дебати щодо моральних засад використання людських стовбурових клітин. Вони закінчилися ухваленням рішення, що людські зарідки можуть бути використані в біологічних дослідах, але по закінченні 14 діб вони мають бути знищені.
11 липня 2005 року сенатор Сем Браунбек висунув у Конгресі США законопроєкт «Про заборону людських химер», але наступного року цю ініціативу «поховали». Проєкт засновано на припущеннях, що наука вже сягла рівня, де організм людини і нелюдини можна злити у нову форму життя. Позаяк це одразу зітре межу між людиною і твариною, це загрожує зневагою людської гідності. Окрім того, там містилося зауваження, що химери, будучи сполучною ланкою між людьми й тваринами, сприятимуть поширенню зоонотичних хвороб. Більше спроб якось вплинути на правове регулювання досліджень з химеризації в США не було вчинено.